# Auni Nuolivaara
Auni Elisabeth Nuolivaara (Korpilahti, 22 de mayo de 1883 - Tampere, 26 de octubre de 1972) fue una escritora finlandés. Es conocida fuera de su país por la versión de dibujos animados japoneses que se realizaron de su novela Pastora, niña y sirvienta y que se llamó Katoli.

## Obras[1]
- "Sinä olet se mies...!" 1927.
- Soilon perijät. 1928.
- Kuin haavanlehti. 1929.
- Paimen, piika ja emäntä (Pastora, niña y sirvienta). 1936.
- Isäntä ja emäntä. 1937.
- Kiitollisuuden yrtti. 1939.
- Äidin kesäloma, näytelmä. 1939.
- Paimen, piika ja emäntä. 1936.
- Päivä ja ehtoo. 1938.
- Paimen, piika ja emäntä. Lyhennetty laitos. 1943.
- Kukkiva kesä: kylätarina. 1948.
- Seitsemänkymmentä kertaa seitsemän. 1948.
- "Syy oli minun": tarina äidistä ja hänen lapsistaan. 1952.
- Paimen, piika ja emäntä: 1. Paimen ja piika. 1959.
- Paimen, piika ja emäntä: 2. Isäntä ja emäntäpiika; Päivä ja ehtoo. 1959.
- Marcuksen salaisuus. 1959.